# Paleosepharia
Paleosepharia is een geslacht van kevers uit de familie bladkevers (Chrysomelidae).
De wetenschappelijke naam van het geslacht werd in 1936 gepubliceerd door Laboissiere.

## Soorten
- Paleosepharia antennata Mohamedsaid, 2000
- Paleosepharia basituberculata Chen & Jiang, 1984
- Paleosepharia castanoceps Chen & Jiang, 1984
- Paleosepharia caudata Chen & Jiang, 1984
- Paleosepharia costata Jiang, 1990
- Paleosepharia costata Takizawa & Basu, 1987
- Paleosepharia fulva Kimoto, 1989
- Paleosepharia fusiformis Chen & Jiang, 1984
- Paleosepharia gongshana Chen & Jiang, 1986
- Paleosepharia haemorrhoidalis Medvedev, 2001
- Paleosepharia humeralis Chen & Jiang, 1984
- Paleosepharia jambuica Mohamedsaid, 1996
- Paleosepharia jsignata Chen & Jiang, 1984
- Paleosepharia kubani Medvedev, 2004
- Paleosepharia lamrii Mohamedsaid, 1999
- Paleosepharia legenda Mohamedsaid, 1996
- Paleosepharia lineata Mohamedsaid, 2000
- Paleosepharia lingulata Chen & Jiang, 1984
- Paleosepharia malayana Mohamedsaid, 1996
- Paleosepharia marginata Medvedev, 2001
- Paleosepharia marginata Mohamedsaid, 1996
- Paleosepharia membranaceus Medvedev, 2001
- Paleosepharia nigricollis Kimoto, 1989
- Paleosepharia orbiculata Chen & Jiang, 1984
- Paleosepharia palawana Medvedev, 2004
- Paleosepharia persimilis Kimoto, 1989
- Paleosepharia piceipennis Kimoto, 1989
- Paleosepharia quercicola Chen & Jiang, 1984
- Paleosepharia reducta Medvedev, 2001
- Paleosepharia rompinica Mohamedsaid, 1996
- Paleosepharia rubromarginata Medvedev, 2001
- Paleosepharia scutellaris Kimoto, 1989
- Paleosepharia tibialis Chen & Jiang, 1984
- Paleosepharia tomokunii Kimoto, 1983
- Paleosepharia truncatipennis Chen & Jiang, 1984
- Paleosepharia unicolor Kimoto, 1989
- Paleosepharia verticalis Chen & Jiang, 1984
- Paleosepharia vietnamica Medvedev, 2004
- Paleosepharia zakrii Mohamedsaid, 1996